# Брати християнських шкіл
Брати християнських шкіл (або ласаліани) — релігійний інститут, спрямований на освіту молодих людей з нижчих верств суспільства, заснований в Реймсі в 1684 році Жаном-Батістом де ла Салем. Емблема інституту — срібна зірка, розміщена на сяючому синьому щиті, з девізом «Signum Fidei» або «Знак віри». Також зірку використовують із девізом «Indivisa manent» (нічого поміж нами — або завжди залишаємся об'єднаними).

## Загальні положення
Інститут християнських братів, і сам засновник релігійної громади зазначив її право на прості обіти. Брати не обов'язково мусять бути священиками. Додатково до традиційних обітниць бідності, цнотливості, і послуху брати додають обітницю загального посвячення себе Святій Трійці. Також це сприяє більшій згуртованості членів інституту незалежно від їхнього місцеперебування.
Брати носили чорні ряси з широкими білими смугами, застебнуті на ґудзики. Їх неофіційно також називають «чотирирукими братами» через великі рукави їхніх пальт.
Для того щоб учні приділяли більшу увагу вчительському покликанню, Жан-Батіст де Ла Саль рішуче заборонив братам ставати священиками чи вивчати латинь. Цього правила суворо дотримувалися до 1923 року. У той час, у листі до генерального настоятеля папа Пій XI офіційно попросив їх відкрити свої програми класичних досліджень. Брати підкорилися побажанню папи і змінили свої правила, щоб брати участь у вивченні (викладанні) латині і класичної освіти.
Через певні особливості відбору братів до вчителювання, критики наприкінці вісімнадцятого та на початку дев'ятнадцятого століття охрестили їх «братами невігласами» (фр. frères ignorantins). Однак цей термін, швидше всього, походить від того факту, що Конгрегація братів була заснована в Санкт-Йоні, недалеко від Руана, і вони певний час називалися братами-йонтанцями (фр. Frères Yontains). Тому, за певними версіями, Вольтер з його послідовниками з легкістю могли з одного терміну перекрутити інший.
Брати християнських шкіл в основному спеціалізуються на початковій освіті і спеціалізованому навчанні.

## Історія
У 1724 році згромадження отримало грамоту від Людовіка XV, що надало йому індивідуальність, і в наступному році папа Бенедикт XIII буллою Apostolicae dignitatis Solio надає йому ранг релігійної громади.
У вісімнадцятому столітті Інститут швидко розвивався. Навчальна програма була особливо інноваційною для свого часу. Таким чином, у школі-інтернаті в Анже, як і у Санкт-Йоні в Руані, чи окрузі Ненсу, на додаток до навчальної програми початкової школи вчили історію, географію, природознавство, гідрографію, механіку, астрономію і мови. Брати читали курси в галузі науки і промислового дизайну, математики та архітектури, вели практичні заняття по роботі з металом, деревом, та ткацьким верстаком.
Напередодні революції у Франції було 930 братів, розподілених у 128 школах, що забезпечували освіту для 35 700 студентів. В Італії Інститут також мав дві школи, які служили притулком для братів в революційний період.
Як і всі інші навчальні громади, братів «розпустили» 18 серпня 1792 року указом Законодавчих Зборів.
Брати відмовилися масово складати присягу цивільного устрою духовенства (за якою вчителі стають надбанням громадськості). Також вони не могли погодитися навчати учнів революційному катехизису.
Генеральний секретар інституту, Ніколя Леклерк (отець Соломон), що зарахований до лику блаженних, був убитий у в'язниці кармелітів в Парижі 2 вересня 1792 року. Всі школи були евакуйовані 1 жовтня 1792 року. Все майно інституту було вилучено, брати були позбавлені права на будь-яку компенсацію.
15 серпня 1808 року вийшов указ Наполеона I, який передбачав також і освітні зміни. Зокрема, у статті 38 стверджувалося, що школи повинні тепер відповідати «принципам католицької церкви». У статті 109 йшлося, що брати повинні «в даний час займатися початковою освітою та підготовкою вчителів». Офіційно свої обов'язки вони відновили в 1810 році. В 1816 році їм дозволили повернутися до Франції, оскільки саме їм рекомендувалося розробити план для протидії впливу єзуїтів. Відповідно, вони швидко поширилися по всій Франції.
Це швидке поширення стурбувало лібералів і антиклерикальних діячів. Для того щоб забезпечити альтернативу християнському вихованню, запровадили нову навчальну модель — систему взаємного навчання, запозичену з Англії. Проте ця система була заборонена папою Левом XII в 1824 році. У перші роки після революції 1830 року, більше 2000 шкіл (в основному в містах) дотримувалися тої системи, конкуруючи з релігійними школами.
У 1833 році Франсуа Гізо, міністр Луї-Філіпа I, новим законом про початкову освіту та методи навчання запровадив у школах практику використання обидвох моделей — що привело до маргіналізації освіти.
1900 рік був для інституту найкращим роком процвітання у Франції. Журі Всесвітньої виставки в Парижі присудило йому більше 60 нагород, в тому числі чотири Гран-прі, 14 золотих і 21 срібних медалей. У тому ж 1900 році, 24 травня папа Лев XIII, разом із 34 кардиналами та 250 єпископами, приступає до канонізації засновника інституту, святого Жана-Батіста де ла Саля.
Тим не менш, вихід братів за межі Франції в 1881 році, із запровадженням світських законів Жуля Феррі, як переважно після зміни правопорядку у Франції 7 липня 1904. Інститут налічував 15 457 членів — 10 651 з них знаходилися у Франції.
На початку війни в 1914 році, більшість повернувся до Франції, і 1890 з них були мобілізовані.
У період війни, багато братів секуляризувалися, зберігаючи при цьому місце в школі.
У 1955 році братство налічувало 4000 християнських братів, що працювали у 344 початкових, 32 середніх і 43 технічних школах.

## Освітні нововведення

### Основні нововведення
У XVIII столітті Жан-Батіст де Ла Саль і його перші послідовники не відкривали лише один тип школи, а адаптували їх до різних програм. Вони створили:
- Початкові школи. Вирізнялися вільними, організованими класами, доброзичливим ставленням до дитини. Жан-Батіст де ла Саль рекомендував навчитися читати на своїй рідній мові — до тих пір навчалися читати спершу по латині. Брати викладали матеріал усім одночасно, учнів групували за рівнем. Раніше вчитель працював з кожним учнем окремо і по черзі — в той час як інші учні байдикували.
- «нормальна школа». Жан-Батіст де Ла Саль постійно турбувався забезпеченням ретельного підготовки викладачів. Саме він відкрив перші семінарії (або нормальній школі) для вчителів в Реймсі, у 1684 і в 1685 роках і третю у Парижі в 1699 році, яка принесла йому звання «Учитель вчителів». До нього, такі школи були неорганізовані і не пов'язані. Він розробив систему набору і підготовки вчителів (з гарантіями проти бідності) та комплексний план організації навчального процесу.
- курси для дорослих працівників після роботи — щоб поліпшити свою інтелектуальну культуру чи підвищити своє становище. Перші недільні школи були створені в Парижі у 1698 та 1703 роках, та були реорганізовані шляхом братів в 1830 році.
- класи підготовки до роботи для синів купців середнього класу, де вони навчалися у практичному сенсі. Студенти працювали за контрактами та іншими друкованими документами, з якими вони матимуть справу протягом життя. Перша професійна школа заснована в Парижі у парафії Сен-Сюльпіс в 1699 році, а друга — у Санкт-Йоні в 1705 році.
- «пенсійні класи» — для реабілітації важких дітей та неповнолітніх правопорушників.

### Нові ідеї
- Знання дитини. Учитель повинен бути зацікавленим у її соціальному та сімейному середовищі. Кожен студент має свою залікову книжку, і вони ж можуть змінювати склади своїх груп щомісяця.
- Адаптація освітнього ставлення до характеру дитини. Жан-Батіст де Ла Саль пише: «Ми будемо утримуватися від виправлення дітей на початку, коли вони приходять до школи. Ми повинні перш за все знати їх душу, їх природні нахили».
- Залучення студентів у своєму ученні. Учитель докладає і вимагає особистих зусиль, ставить запитання, знаходження силам студента практичне застосування (вирішення проблеми тощо)
- Залучення учнів у шкільному житті. Наприклад:
  - Консьєрж: відкриває і закриває двері школи;
  - Капелан: бере хліб і фрукти, щоби роздати їх бідним;
  - Дзвонар: дзвонить на початку і в кінці уроку;
  - Суддя: відзначає відсутніх і відіграє роль «банку»;
  - Відвідувачі відсутніх: відвідують хворих школярів;

Звичайно, протягом трьох століть, знання про дитину та її освіту значно зросли. Деякі аспекти повинні бути переглянуті відповідно до сучасних реалій — такі як занадто логічні методи, акцент на тишу і спокій, неповна свобода слова. Але реалізовані педагогічні принципи є актуальні як і раніше : глобальний характер освіти (як християнської, так і інтелектуальної, практичної та моральної), значення основи (читання, письмо, арифметика), використання повторення матеріалу та його регулярний моніторинг.

## Блаженні і святі братів християнських шкіл
- Блаженний брат Амаліо (Заріквіегуі Хусто Мендоса) — Іспанія.
- Блаженний брат Амбросіо Леон (Педро Вісенте Лоренте) — Іспанія.
- Святий Анісет Адольфо (Мануель Гутьєррес Секо) — Іспанія.
- Святий Аугусто Андрес (Роман Мартін Фернандес) — Іспанія.
- Блаженний брат Арнольд (Джулес-Ніколя Реч) — Франція.
- Блаженний брат Ауреліо Марія (Бьенвенідо Віллалон Ацеброн) — Іспанія.
- Святий Бенільд (оо. Романсон) — Франція.
- Святий Беніто від Ісуса (Ектор Саєс Вальдівьесо) — Аргентина.
- Святий Бенджамін Хуліан (Вісенте Андрес Алонсо) — Іспанія.
- Блаженний брат Бертран-Франциско (Франциск Лахоз Молінер) — Іспанія.
- Святий Сіріло Бертран (Хосе Санс Тежедор) — Іспанія.
- Блаженний брат Едмігіо (ІсІдоро Гонсалес Родрігес-перший) — Іспанія.
- Блаженний брат Юліан Еліас (Хуліан Санчес Торрійо) — Іспанія.
- Блаженний брат Рікардо (Ейсебіо Алонсо Юарра) — Іспанія.
- Блаженний брат Флоренсіо Мартін (Ібаньєс Альваро Ласаро) — Іспанія.
- Святий Хайме Хіларіо (Мануель Барбар Косан) — Іспанія.
- Блаженний брат Онорато Андрес (Андрес Ерреро Зорраквіно) — Іспанія.
- Блаженний брат Хосе Сесілія (Боніфаціо Гонсалес Родрігес) — Іспанія.
- Святий Хуліан Альфредо (Вільфрідо Фернандес Запіко) — Іспанія.
- Блаженний брат Лев (Джон Мопінот) — Франція.
- Святий Марчіано Хосе (Лопес Лопес Філом) — Іспанія.
- Святий Мігель (Франциск Фебрес Кордеро) — Еквадор.
- Святий Мутьєн від Марії (Луї Жозеф Віюкс) — Бельгія.
- Блаженний брат Роже (отець Сюльпіс-Крістоф Фаверже) — Франція.
- Блаженний Соломон (Ніколя Леклерк) — Франція.
- Блаженний брат Скубілон Руссо (Жан-Бернард Руссо) — Франція.
- Блаженний Брат Хоакін Теодоміро (Адріан Сайз Сайз) — Іспанія.
- Блаженний Брат Uldaric (Жан-Батист Guillaume) — Франція.
- Блаженний брат Бернардо Валеріо (Марціано Мартінес Герреро) — Іспанія.
- Святий Вікторіано Піо (Клаудіо Бернабе Кано) — Іспанія.
- Блаженний брат Рафаель Луї Рафірінга — Мадагаскар (зарахований до лику блаженних в Антананаріву 7 червня 2009 р.).